# خبرگزاری رومانی
خبرگزاری رومانی (انگلیسی: Agerpres) مشهور به آگرپرس، خبرگزاری دولتی و رسمی کشور رومانی است.
این خبرگزاری از خبرگزاری های قدیمی جهان و نخستین خبرگزاری رومانی است که در ۲۷ مارس ۱۸۸۹ میلادی، تحت عنوان The Romanian Telegraphic Agency تأسیس شد.  
این خبرگزاری از سال ۲۰۰۸ به عنوان خبرگزاری ملی رومانی تحت نام آگرپرس فعالیت می کند. 